# Vicente Bokalic Iglic
Vicente Bokalic Iglic C.M. (Lanús, 1952. június 11. –) argentin római katolikus pap, a Santiago del Esteró-i főegyházmegye érseke, Argentína prímása, bíboros.

## Élete
Vicente Bokalic Iglic 1952. június 11-én született a Buenos Aires tartománybeli Lanúsban. Szülei 1949-ben vándoroltak oda Szlovéniából. A Missziós Kongregációba 1970-ben lépett be. Filozófiát a San Miguel-i Maximo jezsuita kollégiumban, teológiát pedig a Buenos Aires-i szemináriumban tanult. Lazaristaként 1976. június 5-én tette le örökfogadalmát. 1978. április 1-jén.
A következő két évben a Buenos Aires-i főegyházmegye hivatás- és ifjúsági szolgálatáért volt felelős, és a Nuestra Señora de la Medalla Milagrosa helyettes plébánosa is volt. Rendjén belül 1983 és 1986 között formátor és kincstárnok volt, 1987 és 1990 között pedig szemináriumuk elöljárója. 1991-től 1993-ig ismét a Nuestra Señora de la Medalla Milagrosa plébánián dolgozott. 1994-től 1997-ig a Deán Funes-i területi prelatúra misszionáriusa volt, majd 1997-től 2000-ig rendje szemináriumának elöljárója San Miguelben.
Miután 2000 és 2003 között misszionáriusként és plébánosként dolgozott a Goyai egyházmegyében, 2003 decemberétől 2009 decemberéig a lazaristák tartományfőnöke volt, majd néhány hónapra visszatért a Nuestra Señora de la Medalla Milagrosa plébániára.
2010. március 15-én XVI. Benedek pápa a Buenos Aires-i főegyházmegye segédpüspökévé és Summa címzetes püspökévé nevezte ki. Május 29-én szentelte püspökké Jorge Mario Bergoglio, Buenos Aires-i érsek – a későbbi Ferenc pápa – Andrés Stanovnik corrientesi érsek és Mario Aurelio Poli Santa Rosa-i püspök társszentelésével.
2013. december 23-án Ferenc pápa a Santiago del Esteró-i egyházmegye püspökévé nevezte ki, beiktatására 2014. március 9-én került sor.
2024. július 22-én Ferenc pápa főegyházmegyévé emelte a Santiago del Esteró-i egyházmegyét, és Iglicet nevezte ki annak első érsekévé, egyúttal az „Argentína prímása” címet is neki adományozta.
2024. október 6-án Ferenc pápa bejelentette, hogy december 8-án bíborossá kívánja kreálni Bokalic Iglicet, ezt az időpontot később december 7-re módosították.
Ferenc pápa a 2024. december 7-i konzisztóriumon bíborossá kreálta és címtemplomául a Santa Maria Maddalena in Campo Marzio-templomot jelölte ki.